# Хекарі Юнайтед

Старий логотип клубу

Петролеум Ресурсез Кутубу Хекарі Юнайтед Футбал Клаб або просто «Хекарі Юнайтед» (англ. Petroleum Resources Kutubu Hekari United Football Club) — напівпрофесіональний футбольний клуб з міста Порт-Морсбі з Папуа Нової Гвінеї.
В 2010 році «Хекарі Юнайтед» став першим клубом, який кваліфікувався для участі в Клубному чемпіонаті світу з футболу 2010 року, який мав пройти в ОАЕ.
Вихід «Хекарі Юнайтед» став історичною подією не лише для Папуа Новій Гвінеї, а й усіх Південних островів Тихого океану, оскільки вперше в історії цього регіону представник від Океанії, за виключенням Австралії та Нової Зеландії, взяв участь у клубному футбольному чемпіонаті ФІФА.

## Історія
Клуб було засновано в 2006 році під назвою ФК «ПРК Хекарі Саузс Юнайтед» (ПРК розшифровується як Петролеум Ресурсез Катабу). Згодом його назва кілька разів мінялася на ФК «Хекарі Юнайтед» або ФК «Хекарі Саузернз Юнайтед». 
З моменту створення напівпрофесійної Національної Соккер Ліги «Хекарі Юнайтед» є постійним його учасником, до того ж перший розіграш нового чемпіонату виграв саме він. Крім цього клуб виграв у період з 2008 по 2014 роки ще 7 титулів.
Необхідно відзначити, що у фінальному поєдинку національного чемпіонату 2014 року, в якому клуб зустрічався з ФК «Лае», був зупинений на 70-ій хвилині поєдинку через бійку серед уболівальників на стадіоні. На той час, «Хекарі Юнайтед» перемагав з рахунком 3:0. Переможцем визнано було «Хекарі», а клуб кваліфікувався для участі в Лізі чемпіонів.
У 2015 році клуб поступився в півфіналі чемпіонату Маданг Фокс та закінчив виступи в регулярній частині чемпіонату. Крім того, перше місце за підсумками регулярної частини чемпіонату надавало право для участі в Лізі чемпіонів ОФК 2016 року.
Саме виступи в цьому змаганні залишили в історії клубу найяскравішу сторінку. У першому раунді Ліги чемпіонів команда по черзі перемогла ФК «Тафеа» (Вануату), ФК «Лутока» (Фіджі) та ФК «Маріст» (Соломонові Острови), а в фіналі турніру гравці «Хекарі Юнайтед» зустрілися з «Уайтакере Юнайтед» (Нова Зеландія).
Безумовними фаворитами у цьому поєдинку виглядали саме новозеландці, але перший матч у Папуа Новій Гвінеї завершився перемогою «Хекарі Юнайтед» з рахунком 3:0. Незважаючи на поразку з рахунком 1:2 в Окленді клуб з Папуа Нової Гвінеї виграв трофей та кваліфікувався для участі в Клубному чемпіонаті світу з футболу 2010 року в ОАЕ. В своєму єдиному поєдинку на цьому турнірі «Хекарі Юнайтед» поступився переможцю місцевого чемпіонату, клубу «Аль-Вахда», з рахунком 0:3.

## Досягнення
- Національна Соккер Ліга ПНГ:
  -  Чемпіон (9): 2006/07, 2007/08, 2008/09, 2009/10, 2010/11, 2011/12, 2013, 2014, 2023
  -  Срібний призер (1): 2015/16

- Ліга чемпіонів
  -  Переможець (1): 2009/10

## Статистика виступів уЛізі чемпіонів ОФК
- Ліга чемпіонів ОФК: 4 виступи

Найкращий: Переможець в сезоні 2009–10 років
2008–09: 2-ге в Групі «B»
2009–10: Переможець
2010–11: 4-те в Групі «A»
2011–12: 2-ге в Групі «B»
2012–13: 3-тє в Групі «A»
2013–14: 4-те в Групі «C»
2014–15: